# Monoscutidae
Monoscutidae este o familie de opilioni răspândiți în Australia și Noua Zeelandă.

## Morfologie
Monoscutidele din subfamilia Monoscutinae ajung până la 2 – 3 mm, iar cele din Megalopsalidinae au 3 – 10 mm. Majoritatea speciilor sunt colorate în nuanțe de maro și negru, de exemplu Megalopsalis inconstans este negru cu câteva pete portocalii pe partea dorsală a prosomei, iar  Acihasta salebrosa este ruginiu și maro cu pete albe sau aurii pe spinare. Chelicerele masculilor din subfamilia Megalopsalidinae sunt cu mult mai lungi decât la ceilalți.

## Sistematică
Familia este divizată în două aubfamilii cu 32 de specii decrise. 
- Subfamilia Megalopsalidinae Forster, 1949

- Genul Megalopsalis Roewer, 1923
- Genul Pantopsalis Simon, 1879
- Genul Spinicrus Forster, 1949

- Subfamilia Monoscutinae Forster, 1948

- Genul Acihasta Forster, 1948
- Genul Monoscutum Forster, 1948
- Genul Templar Taylor, 2008